# 转接卡

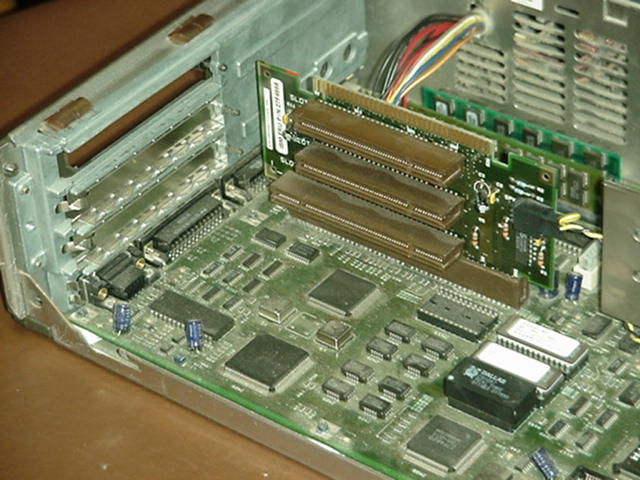
IBM PS/2内的转接卡

转接卡是一种可以插在電腦主板上的印制电路板。當電腦主板上的插槽已滿，需要在電腦主板上添加額外的計算機硬件（例如內存條）時，這些計算機硬件可以先插在轉接卡上，然後轉接卡再插在主板上。 相較於擴充板，转接卡的面積更小。

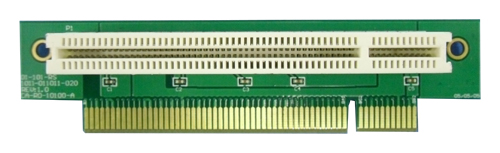
帶有PCI插槽的转接卡